# Estádio Ítalo Mário Limongi
O Estádio Ítalo Mário Limongi, conhecido por Gigante da Vila Industrial, é um estádio de futebol localizado na cidade de Indaiatuba, no interior do estado de São Paulo, Brasil.
Pertence ao Esporte Clube Primavera e tem capacidade para 8.020 pessoas.

## História
O Estádio Gigante da Vila Industrial foi inaugurado de 29 de junho de 1961, no jogo entre Esporte Clube Primavera e Jabaquara AC, com resultado de 2x2.
Em 1990, foi rebatizado como Estádio Ítalo Mário Limongi, em homenagem ao ex-presidente do clube e grande incentivador do esporte na cidade.
O Estádio já foi palco de jogos festivos promovidos pelo ex-jogador Deco - inclusive com a presença de estrelas mundiais, como Messi, em 2010.